# Bahnstrecke Stadthagen–Stolzenau
| Streckennummer: | 1742                    |                                                           |                                                           |
| Kursbuchstrecke (DB): | ex 214c                 |                                                           |                                                           |
| Kursbuchstrecke: | 192k (1934) 215k (1946) |                                                           |                                                           |
| Streckenlänge: | 27,0 km                 |                                                           |                                                           |
| Spurweite: | 1435 mm (Normalspur)    |                                                           |                                                           |
| |                         |                                                           |                                                           |
| \| \| \| von Hannover \| \| \| \| 0,0 \| Stadthagen \| Stadthagen \| \| \| \| nach Minden \| \| \| \| \| Hannover–Minden \| \| \| \| 5,0 \| Niedernwöhren \| Niedernwöhren \| \| \| \| Mittellandkanal \| \| \| \| 8,9 \| Wiedensahl \| Wiedensahl \| \| \| \| Landkreisgrenze Landkreis Schaumburg / Landkreis Nienburg \| \| \| \| 15,9 \| Münchehagen \| Münchehagen \| \| \| \| zum Lufttanklager Loccum \| \| \| \| 19,6 \| Loccum \| Loccum \| \| \| \| StMB: Wunstorf/Uchte–Loccum \| \| \| \| \| Fulde \| \| \| \| \| von Minden \| \| \| \| \| StMB: Wunstorf/Uchte–Loccum \| \| \| \| 27,0 \| Leese-Stolzenau \| Leese-Stolzenau \| \| \| \| nach Nienburg \| \| |                         |                                                           |                                                           |
| Strecke |                         | von Hannover                                              | von Hannover                                              |
| Bahnhof | 0,0                     | Stadthagen                                                | Stadthagen                                                |
| Abzweig ehemals geradeaus und nach rechts |                         | nach Minden                                               | nach Minden                                               |
| Kreuzung geradeaus unten (Strecke geradeaus außer Betrieb) |                         | Hannover–Minden                                           | Hannover–Minden                                           |
| Haltepunkt / Haltestelle (Strecke außer Betrieb) | 5,0                     | Niedernwöhren                                             | Niedernwöhren                                             |
| Brücke über Wasserlauf (Strecke außer Betrieb) |                         | Mittellandkanal                                           | Mittellandkanal                                           |
| Haltepunkt / Haltestelle (Strecke außer Betrieb) | 8,9                     | Wiedensahl                                                | Wiedensahl                                                |
| Grenze (Strecke außer Betrieb) |                         | Landkreisgrenze Landkreis Schaumburg / Landkreis Nienburg | Landkreisgrenze Landkreis Schaumburg / Landkreis Nienburg |
| Haltepunkt / Haltestelle (Strecke außer Betrieb) | 15,9                    | Münchehagen                                               | Münchehagen                                               |
| Abzweig geradeaus und nach links (Strecke außer Betrieb) |                         | zum Lufttanklager Loccum                                  | zum Lufttanklager Loccum                                  |
| Bahnhof (Strecke außer Betrieb) | 19,6                    | Loccum                                                    | Loccum                                                    |
| Kreuzung geradeaus oben (Strecken außer Betrieb) |                         | StMB: Wunstorf/Uchte–Loccum                               | StMB: Wunstorf/Uchte–Loccum                               |
| Brücke über Wasserlauf (Strecke außer Betrieb) |                         | Fulde                                                     | Fulde                                                     |
| Abzweig ehemals geradeaus und von links |                         | von Minden                                                | von Minden                                                |
| Kreuzung geradeaus oben (Querstrecke außer Betrieb) |                         | StMB: Wunstorf/Uchte–Loccum                               | StMB: Wunstorf/Uchte–Loccum                               |
| Bahnhof | 27,0                    | Leese-Stolzenau                                           | Leese-Stolzenau                                           |
| Strecke |                         | nach Nienburg                                             | nach Nienburg                                             |

Die Bahnstrecke Stadthagen–Stolzenau war eine Nebenbahn in Niedersachsen. Sie verband die Bahnstrecke Nienburg–Minden mit der Bahnstrecke Hannover–Minden.

## Geschichte
Die Bahnstrecke wurde am 2. August 1921 von der Deutschen Reichsbahn eröffnet. Für einen durchgehenden Verkehr nach Bremen geplant, war die Strecke teilweise aufwändig trassiert. Dämme, Viadukte und Einschnitte sind heute meist noch gut erkennbar.
Im nördlichen Abschnitt Leese-Stolzenau–Loccum trat sie in Konkurrenz zur Steinhuder Meer-Bahn und führte zu Verkehrseinbußen, was 1935 zur Stilllegung der Meer-Bahn in diesem Abschnitt führte. 1940 wurde in Münchehagen ein rund 5 km langes Anschlussgleis zum Lufttanklager Loccum gelegt.
Der Personenverkehr war immer mager; so verkehrten 1944 werktags gerade einmal drei Zugpaare. In den 1950er Jahren gab es durchgehende Personenzüge nach Bremen. Zuletzt waren im Sommerfahrplan 1961 noch fünf Zugpaare ausgewiesen. Die Einstellung des Personenverkehrs erfolgte am 6. Juni 1961.
Der Güterverkehr endete in mehreren Etappen: Loccum–Niedernwöhren am 31. Juli 1969, Leese-Stolzenau–Loccum am 30. Mai 1976 und Stadthagen–Niedernwöhren am 27. September 1981. Die Gleise wurden inzwischen abgebaut.

## Weblink
- CM Holst: www.bahnlatschen.de als Vorbild: Die Kleinbahnlinie Stadthagen - Niederwöhren - Wiedensahl - Loccum. Archiviert vom Original.